# .ao
.ao (Angola) é o código TLD (ccTLD) da internet para Angola e é administrado pelo Ministério das Telecomunicações, Tecnologias de Informação e Comunicação Social (MINTTICS).
O MINTTICS criou o departamento DNS.AO para servir como responsável pelas actividades de registro e manutenção dos nomes de domínios que usam o .ao, sob a supervisão do  Instituto Nacional de Fomento da Sociedade de Informação (INFOSI).
Em 2018 havia apenas 400 domínios .ao registados, e em 2023 até o mês de julho, havia 6000 domínios .ao registados.

## Registo de domínios .ao
O registro de websites havia permanecido o mesmo durante a década de 2000, consistindo em uma página simples em língua portuguesa. Alguns dos poucos links dessa página redirecionavem para documentos em formato Microsoft Word, que listavam as regras de domínio, porém não atualizadas. O registro de entidades fora de Angola era feita apenas com o subdomínio .it.ao.
Desde janeiro de 2022, para registar qualquer domínio .ao é necessário aceder ao site/página oficial digital.ao, inaugurado pelo presidente da república João Lourenço.

## Rótulos de segundo nível
- .ed.ao - Institutos de Educação (sediados em Angola)
- .gov.ao - Instituições Governamentais (sediadas em Angola)
- .og.ao - Qualquer outra organização (sediada em Angola)
- .co.ao - Instituições comerciais (sediadas em Angola)
- .pb.ao - Publicações (sediadas em Angola)
- .it.ao - Instituições internacionais (sediadas fora de Angola)